# بيفرلي إل. كلارك
بيفرلي إل. كلارك (بالإنجليزية: Beverly L. Clarke)‏ هو دبلوماسي ومحامي وسياسي أمريكي، ولد في 11 فبراير 1809، وتوفي في 17 مارس 1860 في غواتيمالا. نشط حزبياً في الحزب الديمقراطي. وقد انتخب سفير وانتخب عضو مجلس النواب الأمريكي.